# Kodeks Tischendorfa IV
Kodeks Tischendorfa IV, łac. Codex Tischendorfianus IV (Gregory-Aland no. Γ albo 036), ε 70 (Soden) – grecki kodeks uncjalny, paleograficznie datowany na X wiek (jakkolwiek wiek IX też jest brany pod uwagę). Rękopis posiada noty marginalne, został przystosowany do liturgicznego użytku, obecnie przechowywany jest w Oksfordzie oraz Petersburgu. Jest wykorzystywany w krytycznych wydaniach Novum Testamentum Graece. Rękopis cieszył się pewnym zainteresowaniem dawnych krytyków tekstu (Scrivener, Soden), od czasów Alanda uważany jest za rękopis o niskiej wartości tekstualnej. Część kart rękopisu zaginęło.

## Opis
Kodeks zawiera 257 pergaminowych kart (30 na 23 cm), z tekstem czterech Ewangelii w tzw. zachodnim porządku (Mt, J, Łk, Mk). Tekst pisany jest jedną kolumną na stronę, 24 linijek w kolumnie. Litery są wielkie i pochylone na lewo. Pismo przypomina Kodeks Cypryjski. Skryba był dokładny i nie popełniał błędów itacyzmu. Przydechy i akcenty zostały uzupełnione przez późniejszego korektora. Scrivener określił tego korektora mianem nieuważnego .
Tekst ewangeliczny dzielony jest według krótkich jednostek, Sekcji Ammoniusza, których numery zamieszczono na marginesie. Pod numerami sekcji znajdują się odniesienia do Kanonów Euzebiusza, dzięki czemu czytelnik mógł łatwo odnaleźć paralelne teksty.
Zawiera listy κεφαλαια (spis treści) przed każdą Ewangelią, τιτλοι (tytuły rozdziałów) i noty liturgiczne, dzięki którym rękopis mógł być wykorzystywany do czytań liturgicznych. Zawiera też noty muzyczne.
Luki
Część kart rękopisu zaginęła, dlatego tekst kodeksu zawiera nieco luk w Ewangelii Mateusza (Mt 5,31-6,16; 6,30-7,26; 8,27-9,6; 21,19-22,25), jedną lukę w Ewangelii Marka (Mk 3,34-6,21), natomiast Ewangelia Łukasza i Jana zawierają pełny tekst.

## Tekst

### Charakter tekstualny
Grecki tekst rękopisu reprezentuje bizantyjską tradycję tekstualną, co zauważył już Tischendorf, który ocenił, że tekst jest pokrewny dla rękopisów: E F G H K M S U V. Scrivener oceniał, że zasługuje na większą uwagę niż większość rękopisów powstałych w jego epoce. Hermann von Soden był zdania, że rękopis przedstawia większą wartość niż rękopisy tradycji bizantyjskiej .
Aland nadał dla rękopisu profil tekstualny 1821, 911/2, 12, 12S. Oznacza to, że według Alanda rękopis 182 razy wspiera tekst bizantyński przeciwko tekstowi „oryginalnemu”, 91 razy zgodny jest z tekstem bizantyńskim i oryginalnym, 1 raz wspiera tekst oryginalny przeciwko bizantyńskiemu, posiada ponadto 12 sobie właściwych wariantów. Profil ten wskazuje, że rękopis jest jednym z najlepszych reprezentantów tekstu bizantyjskiego . W oparciu o ten profil Aland zaklasyfikował tekst rękopisu do Kategorii V. W kategorii V Aland umieścił rękopisy nieprzydatne dla rekonstrukcji oryginalnego tekstu Nowego Testamentu. Bruce M. Metzger w ogóle nie poświęca mu uwagi – jest to jeden z nielicznych kodeksów z grupy 01-045, których uczony nie omówił.
Według Claremont Profile Method rękopis reprezentuje rodzinę tekstualną Kx, czyli standardowy tekst bizantyjski. Metodą tą przebadano tylko 3 rozdziały Łukasza (1; 10; 20).

### Teksty wątpliwe
Rękopis nie zawiera tekstu Mt 16,2b-3 (znaki czasu). Tekstu tego nie zawierają również 01, 03, 033, f13, 157, 579 . Z innych spornych tekstów nie zawiera Mt 17,21; 18,11; Mt 23,14 oraz Łk 17,36.
W Mt 27,49 kodeks zawiera tekst: ἄλλος δὲ λαβὼν λόγχην ἒνυξεν αὐτοῦ τὴν πλευράν, καὶ ἐξῆλθεν ὕδορ καὶ αἷμα (inny wziął włócznię i przebił Jego bok, i natychmiast wyszła woda i krew). Tekst pochodzi z Jana 19,34 i jest charakterystyczny dla rękopisów aleksandryjskiego typu (א, B, C, L, 1010, 1293, pc, vgmss). Krytycy tekstu uważają ten tekst za nieautentyczny.
W Ewangelii Marka zawiera 7,16; 9,44.46; 11,26; 15,28.
Zawiera tekst Łk 22,43-44 (krwawy pot Jezusa), ale został on oznakowany na marginesie przy pomocy obelisku, co oznacza, że zdaniem skryby tekst jest wątpliwy. Zawiera ponadto tekst Łk 23,17; J 5,3b-4 i tekst Pericope adulterae (J 7,53-8,11).

## Historia
W zakończeniu Ewangelii Jana znajduje się nota ετελειωθη η δελτος αυτη μηνι νοεμβριω κζ ινδ η ημερα ε ωρα Β. Tischendorf sugerował, że wedle tej noty kodeks został napisany w czwartek 27 listopada, 844 roku. Rok jednak nie jest pewny, Victor Gardthausen wskazał, że możliwy jest również rok 979.
Gregory przyjmował jako prawdopodobny zarówno wiek IX, jak i X. Współcześnie paleografowie opowiadają się z wiekiem X . INTF datuje na X wiek .
Kodeks został znaleziony przez Tischendorfa podczas jego wypraw na Wschód, a przywieziony został przezeń w dwóch partiach (jedna podczas drugiej w 1853, druga podczas trzeciej jego podróży w 1859) i dlatego przechowywane są dziś w dwóch różnych miejscach. Pierwsza część, stanowiona przez 158 kart, została w 1855 roku zakupiona przez Bodleian Library w Oksfordzie, gdzie jest odtąd przechowywana pod numerem Auct. T. infr 2.2. Część druga, stanowiona przez 99 kart, przechowywana jest w Rosyjskiej Bibliotece Narodowej (Gr. 33) w Petersburgu .
Rękopis jest wykorzystywany w krytycznych wydaniach greckiego Nowego Testamentu. Po raz pierwszy został wykorzystany przez Tischendorfa w jego Editio Octava. Korzystają zeń wydania Nestle-Alanda. W NA26 cytowany jest tylko wtedy, gdy różni się od standardowego tekstu bizantyjskiego. Ponieważ w aparacie krytycznym nie zawsze jest cytowany bezpośrednio, w NA27 został zaliczony do świadków II rzędu cytowania.